# O'Donnell Park
O'Donnel Park è uno stadio della Gaelic Athletic Association, situato a Letterkenny, nella contea irlandese di Donegal. È situato sulla Churchill road ed ospita le gare casalinghe dei St. Eunan's GAA.

## Storia
Lo stadio ha ospitato gare di sport gaelici sin dal 2 maggio 1937, quando fu comprato per 300£.
Durante la Fleadh Cheoil, una competizione musicale irlandese, del 2006 è stato trasformato in un campeggio improvvisato per tutta la durata della manifestazione.
L'11 ottobre 2008, il club ha annunciato di avere comprato oltre 10 acri di terra attorno al campo, per realizzare nuovi e campi e strutture funzionali.

## Partite
- Il 25 marzo 2007 sul campo si è tenuta una partita tra le contee di Donegal e Kerry, che ha visto il trionfo della franchigia di casa per 1-15, 0-13. Il match era stato soggetto ad un rinvio di mezz'ora per l'impossibilità degli ospiti di arrivare in tempo per la nebbia all'aeroporto.
- Il 13 aprile 2008 si tenne un'ulteriore gara tra contee: in questo caso Donegal fu sconfitta per 0-15, 0-10 da Derry.